# Барово (Вологодская область)
Барово — деревня в Шекснинском районе Вологодской области.
Входит в состав сельского поселения Никольского, с точки зрения административно-территориального деления — в Никольский сельсовет.
Расстояние по автодороге до районного центра Шексны — 2,1 км, до центра муниципального образования Прогресса — 5,1 км. Ближайшие населённые пункты — Селино, Мальгино, Мальгино, Пронино, Лукинки, Большое Митенино.
По данным переписи в 2002 году постоянного населения не было.